# Grímannsfell
Der Palagonitrücken Grímannsfell befindet sich zwischen Mosfellsbær und dem Hengill-Vulkan im Südwesten Islands sowie nordwestlich des Hafravatn und ist 482 m hoch.

## Name
Der Name des Berges ist in der Gegend von Mosfellsbær etwa unterschiedlich: Er heißt Grímannsfell, aber auch Grimmannsfell oder Grímarsfell. Jedoch erscheint die Form Grímannsfell als die geläufigste.

## Lage und Form
Der Gipfel des Grímannsfell ist ca. 5 km vom Zentrum von Mosfellsbær entfernt. Der Berg hat die Form eines noch Nordwesten geöffneten Hufeisens. In der Mitte schneidet die Katlagil weit in das Bergmassiv hinein. 
Verglichen mit dem kleineren Bergen in der Nähe wie dem Úlfarsfell, dem Helgafell oder dem Mosfell ragt Grímannsfell relativ hoch über seine Umgebung. Der höchste Gipfel namens Stórhóll liegt im Südosten (482 m). Außerdem gehört ein weiterer Gipfel mit einer Höhe von 456 m namens Kolhóll, welcher im Südwesten liegt, zum Bergmassiv.

## Geologie
Entstanden ist der Grímannsfell während der längst erloschene Stardalsvulkan in Kjós noch aktiv war, d. h. vor 1–2 Millionen Jahren. Es handelt sich um einen erodierten Rest von diversen Eruptionsprodukten, den die Gletscher der Eiszeit zugeschliffen haben. Im Osten und Süden erkennt man Lavaschichten aus Warmzeiten. Diese stammen aus dem erodierten eiszeitlichen Schildvulkanen der heutigen Mosfellsheiði.

## Wandern am Grímannsfell
Zahlreiche Möglichkeiten bieten sich zu Wanderungen an. Man kann z. B. aus Nordwesten auf den Berg gehen. Am besten parkt man sein Auto bei einer Wegkreuzung am Weg nach Helgadalur im Südosten des Ortszentrums von Mosfellsbær.

## Halldór Laxness
Zu Füßen des Grímannsfell am Þingvallavegur  nach Þingvellir liegt auch Gljúfrasteinn, der einstige Wohnsitz von Islands Nobelpreisträger Halldór Laxness, welcher oft auf die Berge der Umgebung wanderte. Heute ist das weiße Haus ein Museum und wird zudem für Lesungen und andere kulturelle Veranstaltungen genutzt.